# 簡併引物
用於聚合酶鏈式反應的特殊引子，含有化學合成的特殊鹼基，能和多種鹼基配對。用於讓引子順利配對到鹼基稍有不同的DNA。
例如ATCGC*CTGG引子*表示能與TC結合的特殊鹼基。能和TAGCGAGACC，TAGCGGGACC這兩種稍有不同的DNA完全配對。